# Charles Barry
Pour les articles homonymes, voir Charles Barry (écrivain) et Barry.
Sir Charles Barry (23 mai 1795 – 12 mai 1860) est un architecte britannique du XIXe siècle, notamment connu pour avoir entrepris la reconstruction du palais de Westminster dans sa ville natale de Londres. Il a néanmoins à son actif de nombreux autres bâtiments ou jardins.

## Formation
Né à Bridge Street, dans le quartier de Westminster, Barry reçut une éducation privée avant d'être mis en apprentissage auprès d'un agent immobilier. À la mort de son père, il hérita d'une importante somme d'argent qui lui permit de réaliser plusieurs voyages autour de la Méditerranée, en Grèce notamment, et au Moyen-Orient, de 1817 à 1820. Ses séjours en Italie lui firent découvrir l'architecture de la Renaissance, ce qui semble lui avoir inspiré sa vocation d'architecte.

## Début de carrière
Sa première commande importante lui vint en 1824, lorsqu'il remporta le concours visant la nouvelle Royal Manchester Institution qui visait à la promotion de la littérature, de la science et des arts, et qui fait aujourd'hui partie de la Manchester Art Gallery. C'est également dans le Nord-Ouest de l'Angleterre qu'il conçut la Buile Hill House de Salford (1825-1827) et deux églises à Manchester.

## Chambres du Parlement
À la suite de la destruction de l'ancien palais de Westminster par un incendie le 16 octobre 1834, Barry remporta le concours pour la reconstruction en 1836, et s'y attela dès lors avec son collègue Augustus Pugin dans un style résolument néogothique (ou Gothic Revival architecture ; gothique finissant perpendiculaire). Les travaux sur le site débutèrent avec la pose de la première pierre par Sarah Barry, la femme de Charles. La Chambre des lords fut terminée en 1847, et la Chambre des communes en 1852. Charles Barry participait parallèlement aux réflexions du comité pour la préparation de l'exposition universelle de 1851. 
Il est aussi un adepte des styles néo-Renaissance (Renaissance italienne, palladianisme, art néo-élisabéthain ou néo-jacobéen) et néo-classique, tant pour de riches demeures à la campagne que pour des maisons de ville, des bâtiments publics ou des projets urbanistiques. Dans le sud de l'Angleterre (Hampshire), il édifie le nouveau château de Highclere en 1839-1842. Il rénove aussi le Royal College of Surgeons of England (1835-42, Londres), Trentham Hall (1834-40 ; Staffordshire), Bridgewater House, Westminster, Londres (1840), Harewood House (1843-50, West Yorkshire), Dunrobin Castle (1844-48, Sutherland), Canford Manor (1848-52, Dorset), Shrubland Hall (1849-55, Suffolk), Gawthorpe Hall (1850-52, Lancashire), Cliveden (1851, Buckinghamshire), ou bien dessine le Pepper Pot (1830, Brighton), Trafalgar Sqare (1840-45, Londres), le Lansdowne Monument (1845, Wiltshire) et le Halifax Town Hall (1859/1860, West Yorkshire).
Il est élu membre de la Royal Academy le 10 février 1842, ainsi que membre de la Royal Society le 7 juin 1849. Il est fait chevalier en 1852. 

## Distinctions
- Knight Bachelor